# Eduard Hayden von und zu Dorff
Christoph Eduard Maria Johannes Anton Ritter von und zu Hayden (ab 1884: Freiherr von und zu Hayden) (* 6. Juni 1815 in Schloss Dorff bei Schlierbach; † 6. März 1895 ebenda) war ein österreichischer Gutsbesitzer und Politiker aus dem Adelsgeschlecht Hayden von Dorff.

## Leben
Hayden war der Sohn von Christoph Andreas Ritter von und zu Hayden. Er war katholischer Konfession und heiratete 1850 Karoline Redtenbacher. Aus der Ehe ging der Sohn Sigmund Christoph Freiherr von und zu Hayden und eine jung verstorbene Tochter hervor.
Er besuchte ab 1826 die Stiftsgymnasien Kremsmünster und Seitenstetten. Danach studierte er von 1832 bis 1836 Rechtswissenschaften an der Universität Wien. Nach dem Studium war er von 1836 bis 1837 Konzeptsadjunkt beim Bezirksamt in Steyr und lebte dann von 1837 bis zu seinem Tode als Gutsbesitzer in Dorff bei Schlierbach. Er starb am 6. März 1895 im Alter von 79 Jahren an einer Bronchitis.
Zwischen 1843 und 1848 gehörte er den Oberösterreichischen Provinzialständen an. Vom 18. Mai 1848 bis zum 13. April 1849 vertrat er den Wahlkreis 6. Österreich ob der Enns und Salzburg (Kirchdorf) in der Frankfurter Nationalversammlung. Im Parlament schloss er sich der Fraktion Café Milani an. Er gehörte zu den Abgeordneten, die gegen die Wahl Friedrich Wilhelms IV. zum Kaiser der Deutschen stimmten. Von 1848 bis 1849 und erneut von 1861 bis 1869, 1871 und von 1884 bis 1895 war er Mitglied im Oberösterreichischen Landtag (I., II., IV., VII. und VIII. Wahlperiode), als Abgeordneter des Großgrundbesitzes. Von 1861 bis 1866, 1871 und von 1889 bis 1895 war er auch im Landesausschuss und von 1889 bis 1895 Vizepräsident des oberösterreichischen Landeskulturrats. Vom 30. November 1880 bis zu seinem Tod am 6. März 1895 war er Abgeordneter des Abgeordnetenhauses im Reichsrat (VI., VII. und VIII. Legislaturperiode) und war dort für die Kurie Oberösterreich, Großgrundbesitz zuständig. Von 1870 bis 1895 gehörte er dem Katholischen Volksverein für Oberösterreich an.

## Klubmitgliedschaften
Eduard Hayden war ab 1880 Mitglied im Klub des rechten Zentrums und ab 1885 im Zentrum-Klub. Ab 1891 gehörte er dem Klub der Konservativen an.